# Histoire d'Imola
L’histoire d'Imola débute dès l'Antiquité et est liée à l’établissement des Étrusques en Toscane et dans la plaine du Pô et surtout aux Romains qui, pour conquérir la péninsule italienne, construisirent des voies de communication et particulièrement la via Emilia qui traverse la plaine et passe au centre de la ville d’Imola.

## Antiquité

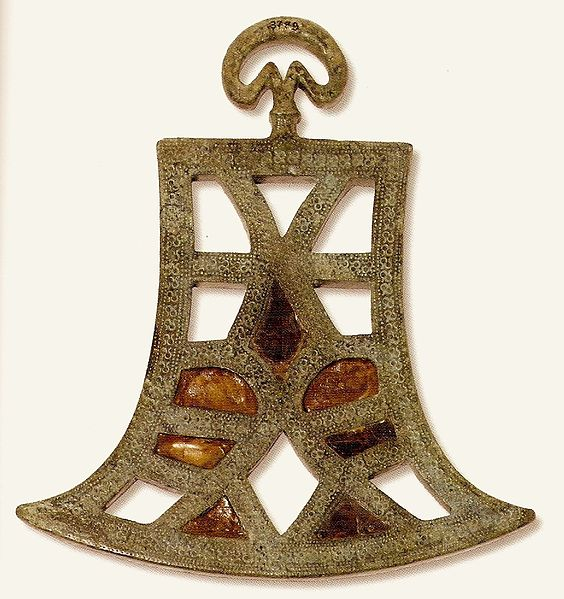
Sonnette en bronze et ambre (fin) retrouvée près de Toscanella.

La zone d’Imola fut fréquentée par des populations préhistoriques et protohistoriques, bien avant la civilisation romaine ; comme en témoigne le village de Monte Castellaccio ou la nécropole de Montericco, remontant à la population des Ombriens qui s’établit dans le territoire romagnole entre les VIe – Ve siècle av. J.-C. La nécropole de Montericco est la zone ombrienne connue, la plus avancée vers l’occident.
Aux Ve et IVe siècles av. J.-C., les Étrusques construisirent une piste qui reliait Rimini (Arimna) avec Bologne (Velzna). Des fouilles ont révélé des traces de la pénétration de populations Celtes en provenance d’Europe centrale et qui s’établirent sur tout le territoire cispadane, jusqu’aux confins des territoires ombriens et picéniens.
Au IIIe siècle av. J.-C., début de l’expansion romaine qui se conclura, en un siècle, par la conquête de la très fertile plaine du Pô. Les Romains ne chamboulèrent point l’implantation territoriale mais tirèrent parti des travaux des Étrusques en dallant leurs voies de communication, améliorant certains tracés comme celui de la via Emilia, qui, après s’être appelée Forum Cornelii, donna son nom à la présente commune traversée d’est en ouest.

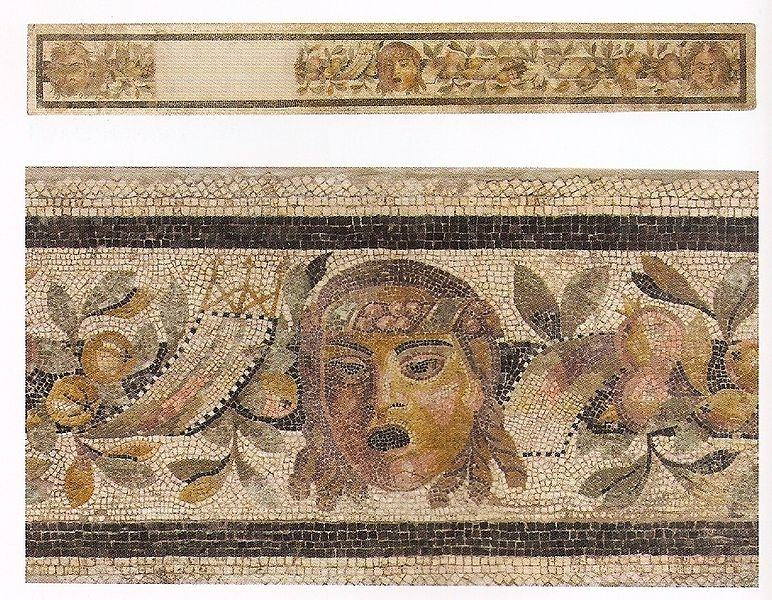
Seuil d’un domus romain. Mosaïque découverte dans les fouilles de la via San Pier Crisologo.

À l’époque de Lucius Cornelius Silla (Ier siècle av. J.-C.), la romanisation de la cité en fait un centre agricole et commercial qui atteindra son point de splendeur et d’essor économique vers le milieu du Ier siècle av. J.-C. puis le Forum Cornelii diminua d’importance dans les siècles qui suivirent, pour en 255 ne plus voir apparaître le nom de curator viæ Æmiliæ.
La diffusion du christianisme à Imola date des environ du IIIe siècle, en provenance de Ravenne, centre portuaire avec d’intenses contacts avec l'Orient romain. En 303-305, survient le martyre de saint Cassien d'Imola, sous l’empereur Dioclétien. Cassien est considéré comme le principal auteur de la naissance et du développement de la communauté chrétienne de la cité. Selon Paul Diacre, le mariage de Athaulf, roi des Wisigoths, avec Galla Placidia, fille de l’empereur Théodose Ier fut célébré en 412 à Forum Cornelli ou Forum Livii.

## Moyen Âge

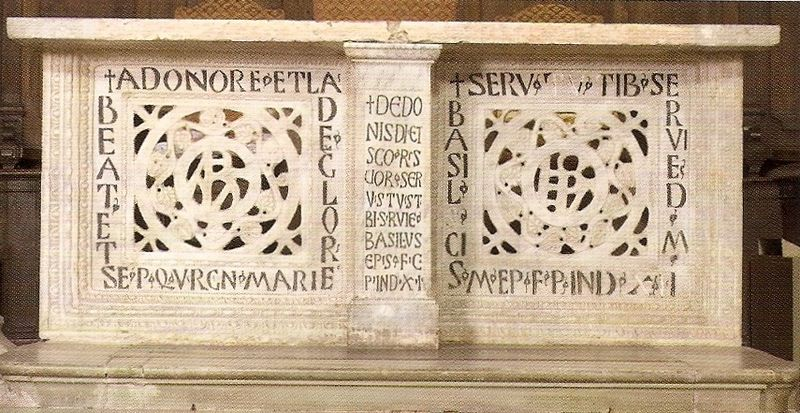
Autel en marbre blanc à l’église de Santa Maria in Regola.

Durant les invasions barbares la cité fut notablement endommagée. Les premières destructions et razzias commencèrent au IIIe siècle, perpétrées par les peuples alémaniques Juthunges et Marcomans. Au Ve siècle, les incursions des Goths pesèrent lourdement sur le territoire d’Imola.
Durant la guerre des Goths (535-553) la cité fut détruite par les franco-alémaniques. Forum Cornelii, qui au VIe siècle, ne possédait pas de murailles défensives, fut abandonné ; ne restait qu’un petit centre près de l’église urbaine de S. Lorenzo.
Vers la fin du VIe siècle, la population se dispersa sur de nombreux centres distincts les uns des autres. Outre Forum Cornelii : Castrum Sancti Cassiani, où se transféra le siège de l'évêché ; Castrum Imolæ, établissement des Goths sur les premières collines dominant Imola, au-delà du torrent Santerno; Bergullo, Dozza (à ne pas confondre avec l’actuel centre habité), Gallisterna, S. Prospero, Linaro.
En 568-569 la plaine du Pô, et également Imola, subit la dure invasion des Lombards. L'empire byzantin, déjà occupé sur d’autres fronts (campagnes contre les Perses et les Slaves), eut du mal à se réorganiser. Vers la fin du siècle, Forum Cornelii fut reconquis par les Byzantins. La cité fut insérée dans le nouvel exarchat d'Italie avec Ravenne comme capitale.
Le roi Agilulf (590-616) fut le premier souverain lombard à faire une trêve avec les Byzantins ; trêve qui fut souvent violée. 
Au début du VIIe siècle apparaît la première citation du nom Imola. Le nouveau toponyme Foro Cornelii, cuius castrum Imola appellatur apparaît dans la liste des provinces d'Italie, établie par l’Abbaye de Bobbio, fondée depuis peu. Le premier témoignage du terme «Castrum Imolæ» figure dans Historia Langobardorum de Paul Diacre (II, 18).
Entre 727 et 728 Les Lombards reconquirent la cité. Sous Liutprand (712-744) Imula fut la dernière cité lombarde en limite avec l’exarchat byzantin, qui au nord de l’Italie était réduit à la bande côtière de Ravenne à Ancône. En 774, les Lombards furent vaincus par les Francs de Charlemagne mettant fin définitivement à leur domination sur l’Italie septentrionale. Les Francs donnèrent les territoires arrachés aux Lombards à l’église de Rome. Imola, comme les autres cités sur la via Emilia, retourna sous la juridiction de l’église de Ravenne. Au Xe siècle, dans les chroniques, apparaît le nom de Troilo Nordiglio.
Dans les premiers siècles qui suivirent l’an 1000, une succession de guerres opposa les seigneuries de Ravenne, Imola, Bologne et de même en interne entre Castrum Imolæ et Sancti Cassiani. Pendant cette période, Imola rédigea ses premiers statuts communaux et, en 1080, le gouvernement siégeait à Forum Cornelii et son pouvoir civil fut confirmé par un acte du 5 janvier 1085 par lequel l’évêque Morando, qui résidait au castrum Sancti Cassiani, fit les premières concessions au clergé de la civitas Corneliese. 
Ce long contentieux entre l’évêque et le clergé, ne fut résolu que vers 1130 par le pape Honorius II qui, originaire de l’Apennin imolese, donna raison à l’épiscopat en réduisant les prérogatives précédemment cédées par l’évêque Morando. L’importance du document réside en la liste de toutes les paroisses (18), les monastères (18), les châteaux (16) et les ports internes (5) existants à l’époque sur le territoire d’Imola. Profitant de cette victoire diplomatique, les habitants de San Cassiano attaquèrent et incendièrent la cité d’Imola, dont l’état de commune libre est attesté en 1140.
Un document, daté de 1153, relève tous les confins du territoire imolese, délimité a flumine Claternæ usque ad Casulam et a decem miliaria supra stratam usque ad paludes, c’est-à-dire : le torrent Quaderna (flumen Claternæ) délimite la partie occidentale ; Casola Valsenio (Casulam) est en limite des Apennins qui font frontière avec Faenza, alors que les decem miliaria indiquent les confins en amont de la via Emilia (supra stratam) en partant d’Imola et, en aval vers le Nord, les limites sont les zones marécageuses ou palus (ad paludes). Le territoire d’Imola confinait avec ceux de Bologne, Ferrare, Faenza et Florence ; Son extension était très limitée et insuffisante pour affronter sa voisine Faenza et la puissance de Bologne. Cette position inconfortable suscita quelques tentatives d’hégémonie territoriale de la part de ces voisines. 
Faenza et Bologne étaient d’importants centres guelfes, fidèles au pape. En 1159, Imola obtint la protection de l’empereur Frédéric Barberousse qui se rendit personnellement à la cérémonie dans la cité, par laquelle, elle devint cité gibeline le 25 juin 1159.
En 1175, Cristiano, chancelier et général de l’empereur, attaqua tous les châteaux guelfes existant dans la zone, dont celui de Castrum Sancti Cassiani, qui fut rasé en février 1177. Après la destruction du château, siège épiscopal, l’évêque Enrico (1173-1193) dut se transférer à Forum Cornelii. Le 3 juillet 1187, fut signé l’acte officiel avec le représentant impérial, accordant à l’évêque, le droit de bâtir la cathédrale d'Imola et le palazzo de l’évêché. La population de San Cassiano dut se transférer dans la zone Sur-ouest de la cité. La politique d’expansion d'Imola se poursuivit par l’attaque et la conquête des castra de Bergullo (1187) et de Dozza (1198) dont la population fut assignée dans un nouveau quartier dans la zone Nord-Ouest en 1209.
Ces avancées d'Imola fut arrêtées par les cités voisines de Bologne et Faenza, principaux centres guelfes, dont les armées conquirent petit à petit le territoire entourant la cité. Imola était la résidence du vicaire impérial Markward d'Anweiler et celui-ci, à quelques kilomètres du centre habité, contre-attaqua et repoussa les armées guelfes. L’armée impériale avança jusqu’à Borgo Tossignano (commune de Bologne), prit et détruisit le château.
En 1213, reprise de la politique d’annexion par l’attaque du castrum de Gallisterna dont les habitants vaincus furent transférés vers la porte orientale d’Imola (l’actuelle porta dei Servi). Puis les impériaux se tournèrent vers Castrum Imolæ, mais l’évêque Mainardino s’interposa comme médiateur et obtint des habitants de se déplacer volontairement à Imola où ils s’établirent dans la zone sud-est de la cité en 1222.
Au cours du XIIIe siècle, Imola se développa en tant que centre agricole et la production alimentaire excédentaire trouva place sur les marchés externes. Imola avait un port lagunaire à Conselice, avec lequel elle était reliée par un canal navigable qui permettait aux marchandises de rejoindre le Pô et la mer Adriatique.
En 1232, le palazzo communal fut agrandi et la cité connut un notable développement démographique : des 4 200 habitants de 1210 passèrent à 7 000 environ au milieu du siècle. En 1259 fut construite la rocca (forteresse).
En 1248, Imola passa pour la première fois sous l’État pontifical et le rapport de force avec Bologne fut renversé. Face à l’hégémonie de Bologne (guelfe), Imola (gibeline) dut lui « payer des gages » en acceptant d’héberger une centaine de familles lombardes de Mantoue et Crémone fidèle à l’empereur, créant ainsi la commune de Massa Lombarda (enclave lombarde en territoire romagnol de l’état pontifical).
En 1254, Bologne chassa les familles pro-impériales d'Imola et imposa son propre contrôle sur la cité où fut créée la charge de «capitaine du peuple» réservé à un indépendant c’est-à-dire à un militaire étranger (souvent un Toscan) et décida de placer un de ces hommes à la charge de podestat. Mais en 1263, la règle changea et les charges furent toutes attribuées à des hommes provenant des provinces bolognaises. Les forces pro-impériales organisèrent une révolte et chassèrent les familles pro-papales. La réaction de Bologne fut rapide en assiégeant Imola et en abattant les murailles et en comblant les fossés. Outre les fortifications, ils démolirent aussi les institutions, supprimant toute liberté à Imola et l’incorpora à la commune de Bologne.
En 1296, fin de la domination de Bologne sur Imola qui, le 1er avril, fut occupée par une armée gibeline qui traversa le fleuve Santerno, guidée par Maghinardo Pagani et Galasso da Montefeltro.
En 1299, Markward d'Anweiler fut élu podestat, charge qu’il maintint jusqu’à sa mort en 1302. La cité retourna sous la domination de l’État pontifical. Quelques années après le siège papal fut transféré en France (la papauté d'Avignon débuta en 1309).
À partir de ce moment, la cité connut la rivalité de la famille gibeline des Nordigli contre la famille guelfe des Alidosi, cette dernière, en 1334, prit la cité et chassa la famille rivale. Les Alidosi éditèrent un nouveau statut et pilotèrent la nomination de l’évêque d’Imola en favorisant les membres de sa propre famille, Carlo Alidosi (1342-1354), puis Lito Alidosi (1354-1378). Leur contrôle sur la cité fut absolu et doublèrent le potentiel défensif de la forteresse construite en 1259. Les portes de la cité étaient au nombre de quatre : deux sur la via Emilia (d'Alone, vers Bologne, et Spuviglia, vers Faenza), une au nord (Porta del Piolo) et une au sud (Porta della Posterla).
En 1348, la peste noire tua environ un tiers de la population. 
En 1402, Imola prit part à la ligue qui vainquit Jean Galéas Visconti, seigneur de Bologne. La vengeance des Visconti fut consumée en 1424, quand le condottiere Angelo della Pergola, « capitaine » de Philippe Marie Visconti, s’empara de la rocca et captura Ludovico Alidosi et son fils Beltrando, mettant fin ainsi à la domination de cette famille sur Imola.
En 1426, la cité fut réannexée au Saint-siège et le légat pontifical (plus tard cardinal) Domenico Capranica inaugura un nouveau régime dans les affaires publiques. Régime qui fut conduit par divers condottiere, dont les Visconti qui, en 1434, choisirent Imola comme base pour leur expansion en Romagne et s’opposer au pouvoir de Venise et confiant le contrôle de la cité à Guidantonio de la Guidantonio Manfredi à qui la cité doit l’augmentation des terrains cultivés, de la construction des murailles et la restructuration de la rocca.
En 1470, Imola fut dominée par les Sforza, nouveaux seigneurs de Milan et la cité retourna sous l’autorité papale à la suite du mariage de la duchesse Catherine Sforza avec Girolamo Riario, neveux du pape Sixte IV.
La période de Catherine Sforza
Fille illégitime de Galéas Marie Sforza, Catherine a signé une période de l’histoire d'Imola.
Le père avait soustrait la cité à Taddeo Manfredi, feudataire pontifical, et promit Catherine, alors âgée de 10 ans, en mariage à Girolamo Riario ; Les noces furent célébrées en 1477, quand la jeune fille eut 14 ans et Imola constituait une partie de sa dot nuptiale.
Girolamo Riario fut chargé du gouvernement de la Principauté de Forlì et Imola, ce qui apporta divers avantages à Imola, qui fut embellie de splendides palais (dont certains projetés par Melozzo da Forlì) et lieux d’art dont : Palazzo Novo, Palazzo el Cappello, Palazzo Machirelli, Palazzo Calderini.
Le 14 avril 1488, quatre années après ses noces, Girolamo fut assassiné, à Forlì, par une conjuration organisée par la noble famille Orsi de Forli. Catherine fut emprisonnée, puis réussit à retrouver la liberté et, le 30 avril 1488 grâce à l’appui de son oncle Ludovic Sforza, récupéra Forlì et Imola, qu’elle gouverna au nom de son fils aîné Ottaviano, légitime héritier de la principauté.
En 1494, dans le conflit qui éclate entre le duché de Milan et royaume de Naples. Catherine prit une position neutre au début, puis soutint le roi de Naples mais fut trahie par ses partenaires qui, à la première attaque des Français, ne la défendirent point. Elle se rangea néanmoins au côté du roi de France, laissant la voie libre à son armée pour rejoindre et conquérir le royaume de Naples.

## Renaissance italienne

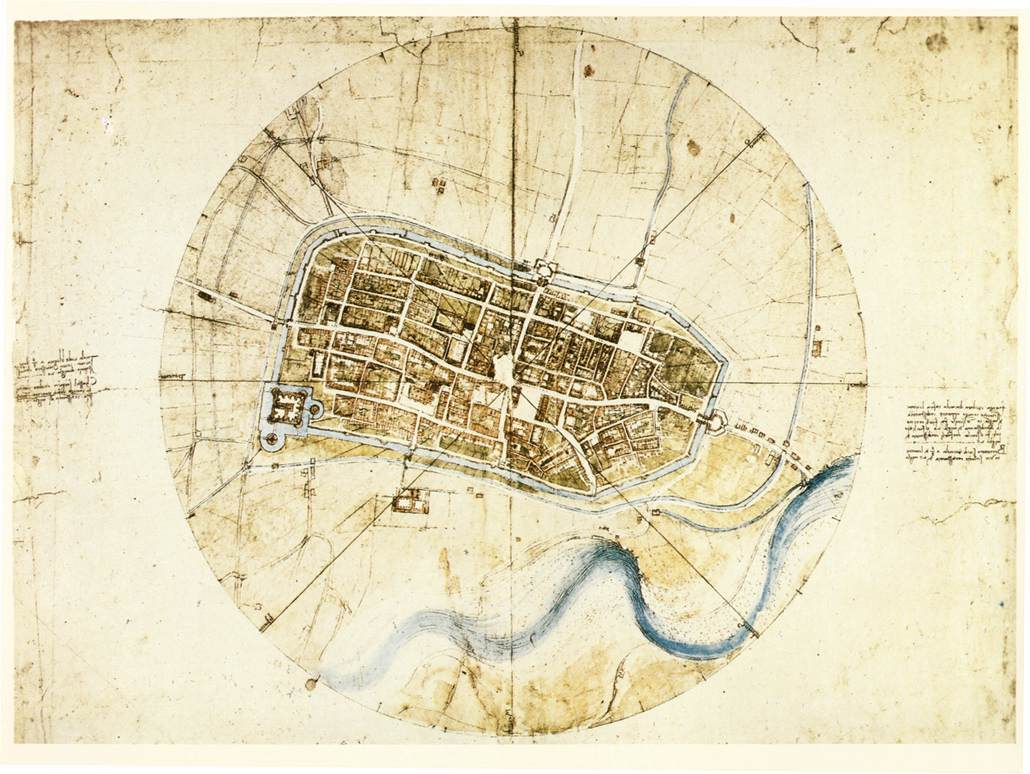
Plan d’Imola réalisé par Léonard de Vinci en 1502.

En 1499, le pape Alexandre VI décida de reprendre directement la domination des territoires pontificaux en Romagne. Cette tâche est attribuée à César Borgia qui, avec son armée, arrive à Imola le 24 novembre 1499. Pour éviter le saccage, les portes de la ville seront ouvertes par les habitants, ce qui permit à Borgia de s’emparer de la cité sans coup férir le 25 novembre. Catherine, réfugiée dans sa forteresse à Forlì, ne put qu’assister à l’évènement.
Le 18 août 1503, après la mort d’Alexandre VI, César Borgia perdit son pouvoir un bref instant. Le nouveau pape, Jules II, obtint la restitution de la domination ecclésiastique sur Imola et son territoire. Après avoir confirmé les anciens statuts de la cité (concédés en 1334 par la famille Alidosi), le pape se montra favorable au rétablissement de la seigneurie des Riario-Sforza sur les châteaux d’Imola et Forlì, mais la population des deux cités s'y montrant opposée, la cité passa à Antonio Maria Ordelaffi, qui s’y établit le 22 octobre 1503.
Le pontife procéda à une réorganisation institutionnelle et administrative et Imola entra dans la Province Romandiolæ, insérée dans le territoire de Ravenne. Comme pour les autres cités de la province, la dépendance directe au Saint-Siège se concrétisa par la nomination d’un gouverneur citadin externe à la communauté, directement nommé par Rome pour une année et résidant dans la cité.
Le début de la domination directe de l’Église sur la communauté d’Imola fut établi par la Bulle d'or de Jules II le 4 novembre 1504 (aspect politico-administratif inchangé pendant trois siècles et demi, jusqu’à l’unification italienne, interrompue uniquement sous Napoléon).
Le 3 décembre 1512, création de la fondation des monts-de-piété. Nicolas Machiavel, envoyé par la république florentine en mission diplomatique, séjourna dans la cité d’Imola.
Dans les années après 1750, le premier pont fut construit sur le fleuve Santerno qui, jusque là, était franchi en barque. La structure était de bois et le passage faisait l’objet à un péage (aboli en 1777).
En 1769, la cité, à l’intérieur des murs, comptait 7,611 baptisés, 1,896 à San Cassiano, 584 à San Maria in Regola, 440 à San Giovanni Battista et 107 à San Paolo et Donato. La population totale de la cité et de sa campagne ne dépassait pas les 18,000 personnes. En 1781, l’évêque Giovanni Carlo Bandi obtint l’autorisation du pape pour construire un nouvel hôpital. En 1782, ouverture du nouveau théâtre citadin.
Le 22 juin 1796, Imola fut occupée par les forces révolutionnaires françaises. L'invasion causa l’arrêt des travaux du nouvel hôpital. En juillet les Français, après avoir réprimé les premières tentatives de révolte de la population, demandèrent une contribution de 61,000 écus. Le 22 juillet, suppression des ordres religieux.
Le 1er février 1797, l'armée française retourna et occupa de nouveau Imola, le théâtre fut détruit par un incendie pendant la nuit et le jour suivant la cité reçut la visite de Napoléon Bonaparte.
Le territoire d’Imola fut assigné au département du Reno, entrant ainsi dans la république cisalpine. Le 1er juin de la même année, à la suite des fortes pressions de la population, fut créé le « département du Santerno ». Les confins étaient limités par le Sillaro à l’ouest et le Senio à l’est, par les monts Faggiola et Pratolungo au Sud, par le Reno au Nord. Avec la naissance de la république cisalpine, en novembre 1797, le département du Santerno fut inséré au département du Lamone, avec Faenza comme chef-lieu. Le 2 octobre 1798, Imola retourna dans le département du Reno avec Bologne comme chef-lieu.
En 1799, après la parenthèse de la république cisalpine, Imola fut occupée par les Autrichiens, l'ordonnance napoléonienne fut restaurée en 1800.
En 1806, Imola cité comptait environ 8,700 habitants.
Avec la seconde restauration de 1815, Imola retourna sous l’État pontifical, inséré dans la légation de Ravenne. Le patrimoine immobilier du territoire avait été vendu aux enchères par les républicains, sauf l’abbaye de Santa Maria in Regola.
En 1826, après une période de réorganisation, le pont de bois fut remplacé par un pont en maçonnerie.
De nombreux citoyens d’Imola participèrent aux mouvements révolutionnaires de 1820-21 et de 1830-31. De nombreux volontaires partirent au front pour s’enrôler dans l’armée de Giuseppe Garibaldi.
En 1855, la cité est frappée par une grave épidémie de choléra qui provoqua des centaines de victimes.
En 1857, le pape Pie IX, ex-évêque du diocèse d’Imola, effectua un voyage pastoral en Romagne.
Le 17 décembre 1859, après la fin de la domination pontificale, Luigi Carlo Farini, gouverneur de Romagne, redéfinit les circonscriptions territoriales et assigne la commune d’Imola à la circonscription de Bologne.
En mars 1860, à la suite du plébiscite d’annexion au royaume de Sardaigne, les provinces de l’Emilie furent annexées au royaume de Sardaigne qui, en mars 1861, devint royaume d'Italie.
À Imola, un des politiques les plus influents du socialisme national, Andrea Costa, fondateur en 1881 du Parti Socialiste Révolutionnaire de Romagne, première formation socialiste organisée du pays.

## LeXXesiècle

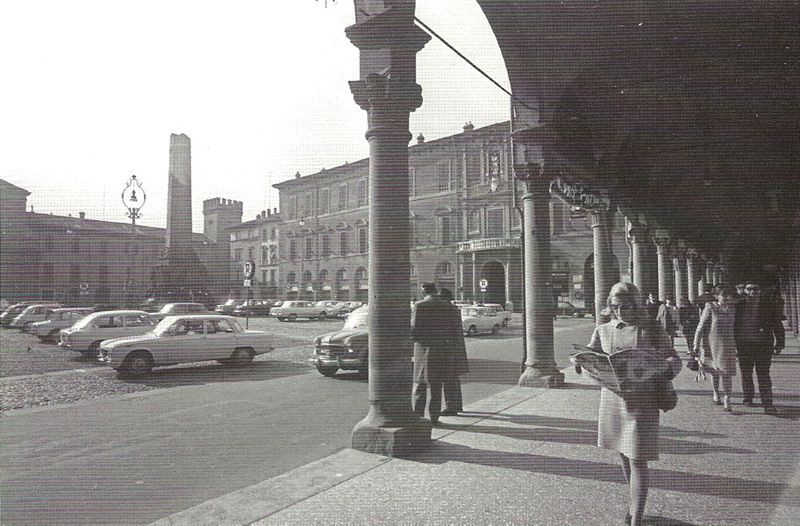
Piazza Matteotti dans les années 1960.

Au début du XXe siècle, Imola comptait 12 000 habitants, auxquels il faut ajouter les 21 000 de la campagne environnante. L'agriculture était encore la première occupation de la population, puis vinrent les premières industries : de briqueterie, de terre cuite, de ciment et de mécanique.
En 1901, fondation de la première coopérative de crédit et ouverture de la première caisse rurale.
L'administration communale était gérée par le Parti socialiste et le VII Congrès national du PSI se déroula dans la cité romagnole du 6 au 9 septembre 1902.
La Première Guerre mondiale coûta à la cité 533 soldats.
En 1918-19 Imola fut touchée par la grippe espagnole causant de nombreuses victimes.
La Seconde Guerre mondiale laissa aussi son nombre de morts et des dégâts dus aux bombardements (la cité était placée à seulement 15 km de la Ligne gothique).
L’après-guerre vit le rapide développement économique. Dans les années 1960, la cité s’agrandit de nouveaux quartiers et la construction de la zone industrielle au Nord, vers la nouvelle autoroute A14 Bologne-Ancône.

## Note
1. ↑  Andrea Nanetti, Imola antica e medievale, La Mandragora, 2008, pag. 94.
2. ↑  L’historien Andrea Agnello de Ravenne (801-847), écrit qu’elle devait être reconstruite.
3. ↑  Les recherches archéologiques conduites à la fin du XXe siècle n’ont par révélé la présence d’une muraille.
4. ↑  L’église était sur le côté ouest de l’actuelle piazza Mazzini.
5. ↑  Le site présente un grand intérêt pour les historiens mais, malgré de nombreuses fouilles archéologiques, n’a pas encore été retrouvé.
6. ↑  Andrea Padovani, «Santa Maria in Regola nel Medioevo» in AA.VV., L'Abbazia benedettina di Santa Maria in Regola, Edit. La Mandragora, Imola 2010, p. 53.
7. ↑  Liber Pontificalis de Andrea Agnello.
8. ↑  Les archiprêtres de Ravenne, forts de leurs anciens privilèges, s’étaient rendus indépendants de la papauté de Rome.
9. ↑  les Nordigli furent une des familles nobles les plus influentes d’Imola pour tout le Bas Moyen Âge.
10. ↑  .À l’époque les zones humides (valle Padusa) commençaient à quelques km au nord de Sesto Imolese.
11. ↑  De 11 500 habitants au début du XIVe siècle, Imola ne retrouva ce niveau qu’au XIXe siècle.
12. ↑  Editto du card. Oddi
13. ↑  En faisaient partie les cantons de Lugo, Massa Lombarda, Bagnacavallo, Cotignola, Conselice, Castel Bolognese, Castel del Rio, Fontana, Riolo, Fusignano, Mordano, Bagnara, Dozza, Casola Valsenio, Sant'Agata, Casal Fiumanese et Sassoleone.
14. ↑  Cesare Bianchi, Dal Santerno al Panaro. Bologna e i Comuni della Provincia nella Storia, nell'Arte e nella Tradizione, Bologna, Proposta Editrice, 1987, vol. III, pp. 35-39.

## Sources
- (it) Cet article est partiellement ou en totalité issu de l’article de Wikipédia en italien intitulé « Imola » (voir la liste des auteurs) le 26/11/2012.